# Alexandr Lóguinov
Alexandr Víktorovich Lóguinov –en ruso, Александр Викторович Логинов– (Sarátov, 31 de enero de 1992) es un deportista ruso que compite en biatlón.
Participó en dos Juegos Olímpicos de Invierno, en los años 2014 y 2022, obteniendo dos medalla de bronce en Pekín 2022, en el relevo masculino y el relevo mixto.
Ganó seis medallas en el Campeonato Mundial de Biatlón entre los años 2017 y 2021, y siete medallas en el Campeonato Europeo de Biatlón, en los años 2017 y 2018.

## Palmarés internacional
| Juegos Olímpicos   | Juegos Olímpicos         | Juegos Olímpicos  | Juegos Olímpicos |
| Año                | Lugar                    | Medalla           | Prueba           |
| ------------------ | ------------------------ | ----------------- | ---------------- |
| 2022               | Pekín (China)            | Medalla de bronce | Relevo           |
| 2022               | Pekín (China)            | Medalla de bronce | Relevo mixto     |
| Campeonato Mundial |                          |                   |                  |
| Año                | Lugar                    | Medalla           | Prueba           |
| 2017               | Hochfilzen (Austria)     | Medalla de bronce | Relevo mixto     |
| 2019               | Östersund (Suecia)       | Medalla de plata  | Velocidad        |
| 2019               | Östersund (Suecia)       | Medalla de bronce | Relevo           |
| 2020               | Anterselva (Italia)      | Medalla de oro    | Velocidad        |
| 2020               | Anterselva (Italia)      | Medalla de bronce | Persecución      |
| 2021               | Pokljuka (Eslovenia)     | Medalla de bronce | Relevo           |
| Campeonato Europeo |                          |                   |                  |
| Año                | Lugar                    | Medalla           | Prueba           |
| 2017               | Duszniki-Zdrój (Polonia) | Medalla de oro    | Individual       |
| 2017               | Duszniki-Zdrój (Polonia) | Medalla de oro    | Persecución      |
| 2017               | Duszniki-Zdrój (Polonia) | Medalla de oro    | Relevo mixto     |
| 2017               | Duszniki-Zdrój (Polonia) | Medalla de plata  | Velocidad        |
| 2018               | Val Ridanna (Italia)     | Medalla de oro    | Persecución      |
| 2018               | Val Ridanna (Italia)     | Medalla de plata  | Velocidad        |
| 2018               | Val Ridanna (Italia)     | Medalla de plata  | Relevo mixto     |